# Neil Eckersley
Neil Eckersley (* 5. April 1964 in Bolton) ist ein ehemaliger britischer Judoka, der 1984 eine olympische Bronzemedaille im Superleichtgewicht gewann.
Der 1,68 m große Eckersley gewann 1983 Bronze bei den Junioreneuropameisterschaften. Bei den Europameisterschaften 1984 belegte er den fünften Platz. Drei Monate später bei den Olympischen Spielen in Los Angeles unterlag er im Halbfinale dem Japaner Shinji Hosokawa, im Kampf um Bronze bezwang der Brite den Italiener Felice Mariani.
1987 gewann Eckersley Bronze bei den Europameisterschaften. Bei den Judo-Weltmeisterschaften 1987 belegte er den siebten Platz. 1988 gewann er wie 1987 Bronze bei den Europameisterschaften. Bei den Olympischen Spielen in Los Angeles gewann Eckersley seine beiden ersten Kämpfe, verlor dann aber gegen Sheu Tsay-chwan aus Chinesisch Taipeh und belegte den 14. Platz.
Eckersley lebt als Künstler in Stavanger, Norwegen.